# ترپوت
ترپوت (به فرانسوی: Trépot) یک کمون در فرانسه است که در Canton of Ornans واقع شده‌است.

## خصوصیات
ترپوت ۱۴٫۵۰ کیلومترمربع مساحت و ۴۹۸ نفر جمعیت دارد.